# Pendelparkering

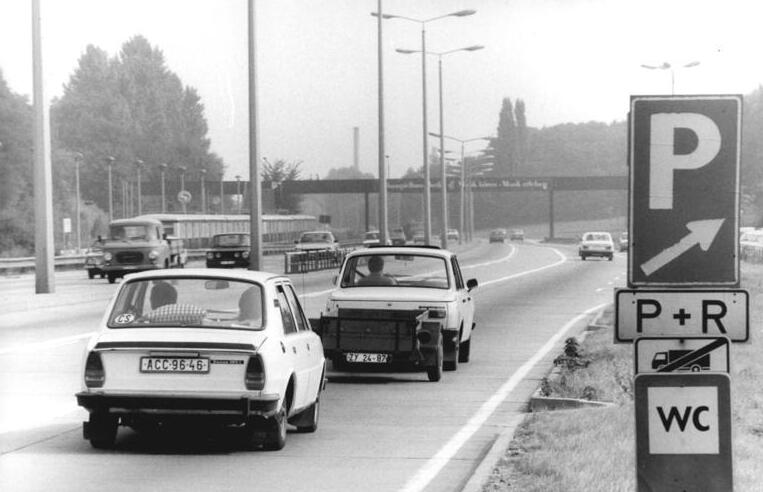
Skylt till pendelparkering i Östberlin 1988.

Pendelparkering eller infartsparkering kallas en parkeringsplats avsedd för pendlare. Här strålar man samman från olika håll, ställer sina egna fordon och fortsätter gemensamt, med kollektivtrafik eller genom samåkning, mot bestämmelseorten.
Sveriges första infartsparkering invigdes den 6 september 1960 av borgarrådet Helge Berglund. Den var belägen vid Johanneshov i Stockholm, och rymde 200 bilar.
Många av dem som utnyttjar detta, gör det för att de inte har gratis parkering vid sin arbetsplats. Har de gratis parkering eller billiga årskort för parkering, kör de normalt hela vägen.[källa behövs] Det har införts en skatt för parkeringsförmån i Sverige för att pressa på lite.